# Conny (Zeitschrift)
Conny – Mädchen, Pferde, Abenteuer (Eigenschreibweise CONNY) war eine Pferdezeitschrift für Kinder. Zielgruppe waren vor allem Mädchen zwischen 8 und 14 Jahren. Sie erschien von 1980 bis 1995 im Bastei-Verlag.
Es gab „Conny“ als klassische Comiczeitschrift mit weiteren Rubriken sowie als Comic-Taschenbuch, das sich rein auf die Comics beschränkte. Die letzte Seite der Zeitschrift war stets für „Mulle“ reserviert, einen Einseiter-Comic über ein kleines, dickes, verfressenes und faules Pony namens Mulle und seine Besitzerin.
Heft Nr. 1 startete 1980 mit der Geschichte „Hera, das Wunder-Pferd“.
„Conny“ erschien ursprünglich im schwedischen Magazin „Min Häst“ („Mein Pferd“). Zeichner waren unter anderem die Spanier Rafael López Espi, Amador (Amador García Cabrera) und Rodrigo Rodrígue Comos

## Inhalt
Neben Pferdeabenteuern sind Pflegetipps für Pferde, Anzeigen von Reiterhöfen in den Zeitschriften zu finden.

## Neuauflage
Nach einer Pause von 13 Jahren erschien am 30. Juni 2008 die erste Ausgabe von Conny – Pferde, Jungs und Abenteuer im Tigerpress Verlag GmbH. Der Inhalt dieser Neuauflage umfasste neben Reportagen über Pferderassen, -pflege und -haltung auch die Teenager-Themen Mode, Freundschaft und erste Liebe. „Conny“ erschien zweimonatlich in einer Druckauflage von 120.000 Exemplaren. Nachdem der Verlag im Juni 2009 Insolvenz anmeldete, wurde infolgedessen auch die „Conny“ nicht mehr weiter fortgeführt.

## Weitere Verbreitung

### Hörspiele
Neben der Zeitschrift erschienen 21 Hörspiele zu dem Magazin. Die Hörspielserie Conny – Mädchen, Pferde, Abenteuer wurde vom Tonstudio Braun produziert und ausschließlich auf Kassette veröffentlicht. Die Geschichten basieren auf den jeweiligen Comics aus dem Magazin. So tragen einige der Zeitschriften dieselben Titel wie die Kassetten.
| - 01 – Manege frei für Petra - 02 – Eine Falle für Renata - 03 – Ein falscher Freund - 04 – Feuer auf dem Ponyhof - 05 – Die Unzertrennlichen - 06 – Erfolg/Gefahr für Penny West (zwei verschiedene Titel) - 07 – Birte und das Island Pony - 08 – Ferienglück in Spanien - 09 – Peggy stellt den Fohlendieb - 10 – Ninas Rache - 11 – Rettung für die weißen Pferde | - 12 – Wirbel auf dem Burgerhof - 13 – Die geheimnisvolle Erbschaft - 14 – Alles wegen Suleika - 15 – Neues Glück für Martina - 16 – Zwei Mädchen kämpfen für ein Pferd - 17 – Juana gibt nicht auf - 18 – Verrückte Tage mit Puck - 19 – Alarm für Anne und Jenny - 20 – Penny und der Pferdezirkus - 21 – Überraschung um Mitternacht |

### Brettspiel
Im Jahr 1987 erschien das Brettspiel Conny – Mädchen, Pferde, Abenteuer zur Zeitschrift. Das Spiel wurde von Sven Kübler entwickelt und von Schmidt Spiele in Deutschland sowie Finnland veröffentlicht. In dem Brettspiel müssen die Beteiligten Pferdedieben das Handwerk legen und gestohlene Pferde zurück zum Hof bringen.